# Простріл албанський
Простріл албанський (Pulsatílla albána) — багаторічна трав'яниста рослина, вид роду Простріл (Pulsatilla) родини Жовтцевих (Ranunculaceae). Ряд дослідників включають цей рід до складу роду Анемона (Anemone).

## Ботанічний опис
Рослина 5—18 см заввишки, у стані плодоношення до 30 см заввишки.
Кореневе листя з пластинкою 2,5—6 см завдовжки, в обрисі довгасті, двічі перисторозсічені, з двічі перисто-роздільні сегменти, з 3—4 парами сегментів першого порядку і з сегментами другого порядку глибоко перисто-роздільні на невеликі ланцетоподібні або більшої частиною лінійні, переважно тупуваті, цілокраї або злегка надрізано-зубчасті часточки, особливо в молодому стані, і притому головним чином знизу мохнато-волосисті, з'являються майже одночасно з квітками.
Пелюстки покривала 1,5—3 см завдовжки, з лінійними, гоструватими, цільними або злегка надрізаними частками. Квітки дзвонові, зі звуженою основою, нахилені або здебільшого пониклі; листочки оцвітини 18—25 мм довжиною, довгасто-еліптичні, з відігнутими назовні кінчиками, жовті, зовні густо притиснуто-шовковисто-волосисті. Тичинки коротші за листочки оцвітини на 1⁄3 —¼ довжини останніх. Цвіте у травні — липні.
Плодики з короткими, товстими остями 2—2,5 см завдовжки, догори прилегло-волосистими, на верхівці голими.
Вигляд описаний з гори Шах-Даг.

## Розповсюдження
Територія колишнього СРСР : Азербайджан, Дагестан, Передкавказзя ; Азія : Іран (північний захід).
Росте на лугах і скелях (головним чином вапняки, але також первозданні породи) в альпійській зоні, рідше в субальпійській та лісовій зонах.